# Try This
 (février 2023).
Si vous disposez d'ouvrages ou d'articles de référence ou si vous connaissez des sites web de qualité traitant du thème abordé ici, merci de compléter l'article en donnant les références utiles à sa vérifiabilité et en les liant à la section « Notes et références ».
Albums de P!nk
M!ssundaztood
(2001) I'm Not Dead
(2006)
Singles
1. Trouble
Sortie : 8 septembre 2003
2. God Is A DJ
Sortie : 26 janvier 2004
3. Last To Know
Sortie : avril 2004 (Europe) / juin 2005 (USA)

Try This est le troisième album de la chanteuse américaine P!nk sorti fin 2003. Il s'agit du premier de ses albums à inclure un avertissement (Parental advisory).

## Description/Contexte
La plupart des chansons ont été produites et coécrites par Tim Armstrong, le chanteur et guitariste du groupe punk Rancid. L'album inclut une collaboration avec l’artiste electroclash Peaches sur le titre Oh My God.
P!nk a contribué à la bande originale du film Charlie's Angels 2 : Les Anges se déchaînent !. Elle y fait une apparition avec la chanson Feel Good Time, produite et en featuring avec William Orbit (ce morceau n’apparaît pas sur la version US de l'album).
Trouble a été utilisé en 2004 dans le film FBI : Fausses blondes infiltrées et God Is a DJ dans le film Lolita Malgré Moi.

## Liste des titres
| 1.    | Trouble                                                | 3:13 |
| 2.    | God Is a DJ                                            | 3:45 |
| 3.    | Last to Know                                           | 4:03 |
| 4.    | Tonight’s the Night                                    | 3:56 |
| 5.    | Oh My God (Featuring Peaches)                          | 3:43 |
| 6.    | Catch Me While I’m Sleeping                            | 5:02 |
| 7.    | Waiting for Love                                       | 5:28 |
| 8.    | Save My Life                                           | 3:16 |
| 9.    | Try Too Hard                                           | 3:13 |
| 10.   | Humble Neighborhoods                                   | 3:52 |
| 11.   | Walk Away                                              | 3:39 |
| 12.   | Unwind                                                 | 3:13 |
| 13.   | Feel Good Time (Bonus non US, featuring William Orbit) | 3:57 |
| 14.   | Love Song                                              | 2:29 |
| 15.   | Hooker (Chanson cachée)                                | 3:04 |
| 55:53 |                                                        |      |